# Felix Moese
Felix Moese (* 28. Oktober 1980 in Ost-Berlin) ist ein deutscher Radiomoderator und DJ.

## Leben
Felix Moese wurde als Sohn des deutschen Comiczeichners und Karikaturisten Willy Moese geboren. Er war 1991 der erste Jugendbürgermeister von Berlin. Seit Dezember 2017 ist er mit der Fernsehmoderatorin Jennifer Knäble verheiratet.
Er fing mit 15 Jahren mit der Radiomoderation in Berlin an. Nach Stationen bei Hundert,6, BB Radio und Antenne Niedersachsen war Felix Moese von Dezember 2005 bis Juni 2020 als Moderator beim hessischen Privatsender Hit Radio FFH in Bad Vilbel tätig. Anfangs moderierte er dort die Hessische Nacht, später „Die schöne Samstagsshow“. Moese moderierte während der Fußball-WM 2014 das Public-Viewing in der Frankfurter Commerzbank-Arena. Im Juni 2020 wurde bekannt, dass sich der Privatsender aus strukturellen Gründen von Moese trennen würde. Zusammen mit Anastasia Zampounidis startete er 2024 den Podcast Da geht noch was – gesund alt werden.
Unter seinem Kürzel FXMO ist Felix Moese als DJ aktiv. Seit 2016 ist er beim Musikverlag Melodie der Welt unter Vertrag.